# Jack Clement
Jack Henderson Clement, född 5 april 1931 i Memphis, Tennessee, död 8 augusti 2013 i Nashville, Tennessee, var en amerikansk låtskrivare, sångare och skivproducent. Han spelade in sin första skiva 1953. Clement arbetade med och skrev texter och musik åt bland andra Roy Orbison, Carl Perkins, Johnny Cash och Jerry Lee Lewis. Många av hans låtar har översatts till svenska av Alf Robertson.